# Mats Helin
Mats Evert Helin, född 7 oktober 1968 i Huddinge, är en svensk skådespelare.
Helin utbildades vid Teaterhögskolan i Stockholm 1989–1992.

## Filmografi
- 1994 – Svensson Svensson (TV-serie)
- 1995 – Stora och små män
- 1997 – Tic Tac
- 1997 – Rederiet (TV-serie)
- 1997 – Tre Kronor (TV-serie)
- 1998 – Aspiranterna (TV-serie)
- 1998 – Muntra fruarna i Windsor
- 1999 – Dödsklockan
- 1999 – Flykten från Jante
- 1999 – S:t Mikael (TV-serie)
- 2000 – Dubbel-8
- 2000 – Eldsjälen
- 2001 – Reuter & Skoog (TV-serie)
- 2005 – Blodsbröder
- 2005 – Medicinmannen (TV-serie)
- 2006 – Bota mig! (TV-serie)
- 2006 – Sökarna – Återkomsten
- 2007 – Höök (TV-serie)
- 2007 – Gangster
- 2009 – Beck – Levande begravd
- 2010 – Lika barn leka bäst
- 2016 – Krigarnas ö

### Fotnoter
1. 1 2 3 4  Sveriges befolkning 2000, Version 1.03, Sveriges Släktforskarförbund: Helin, Mats Evert
2. ↑  ”Mats Helin”. Svensk Filmdatabas. http://sfi.se/sv/svensk-filmdatabas/Item/?type=PERSON&itemid=245816&iv=OVERVIEW. Läst 3 augusti 2012.
3. ↑  ”Avgångsklassen 1991”. Stockholms dramatiska högskola. http://www.stdh.se/vara-studenter/skadespeleri/tidigare-studenter/studenter-1990-1999/avgangsklassen-1991. Läst 24 maj 2013.